# Sjöolycka

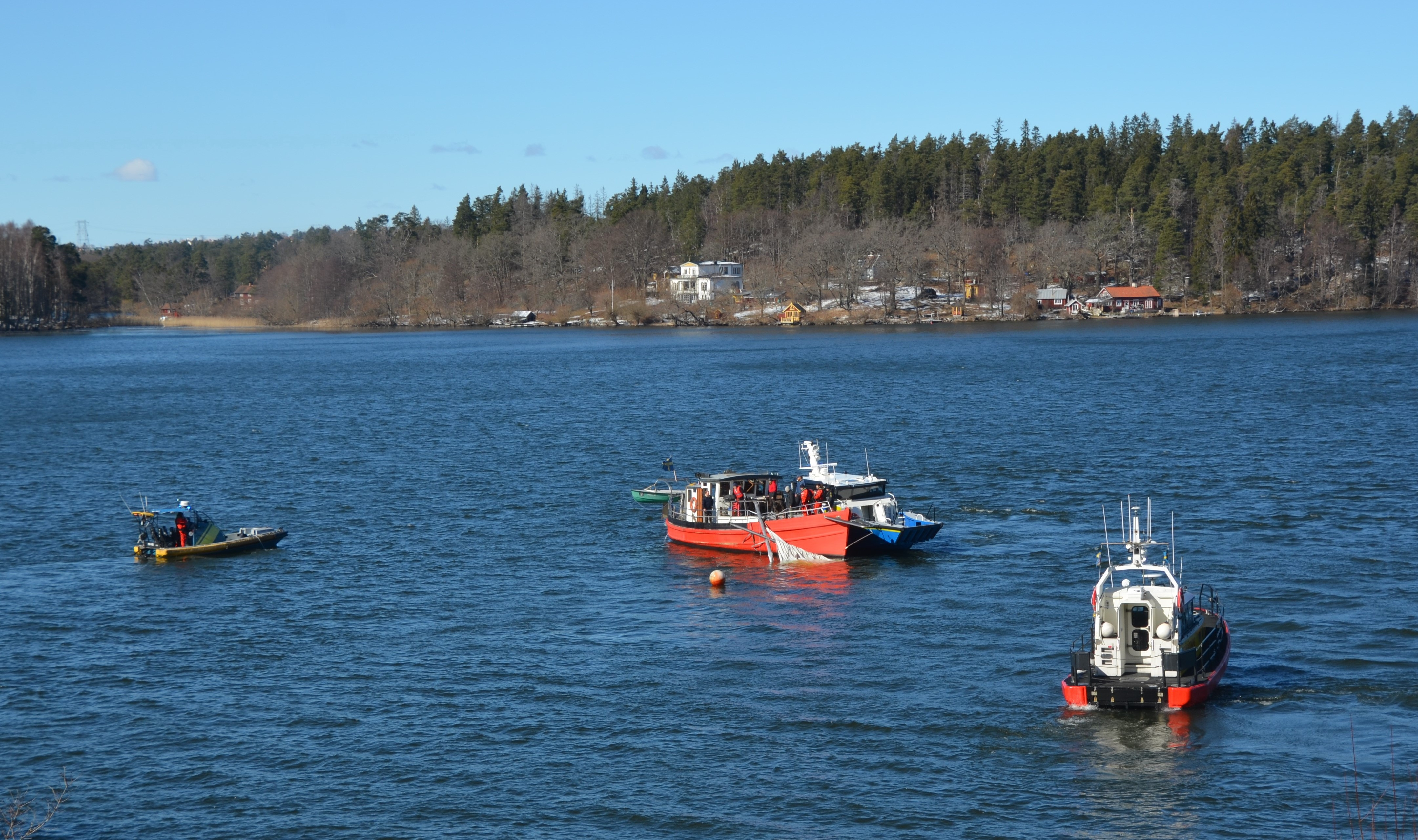
Blåljusbåtar hjälper haverist, vars mast med segel knäckts på Mälaren väster om Stockholm: Ribbåten KBV 483, Polisbåt 39-9970 och Rescue Postkodlotteriet

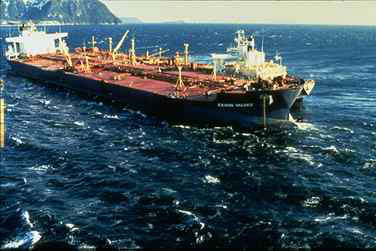
Exxon Valdez grundstötning utanför Alaska

Sjöolycka definieras enligt Sjöfartsverkets författningssamling 1991:5 och gäller internationellt. Som exempel på sjöolycka kan nämnas:
- Grundstötning kan även leda till en förlisning där fartyget går förlorat.
- Fartyget har övergivits till sjöss på grund av att det inte ansågs sjövärdigt.
- Fartyget har gått under i storm.
- Förskjutning av lasten ombord har orsakat en mängd sjöolyckor.
- Kollision mellan två fartyg eller annat föremål.
- Allvarlig kroppskada har uppkommit under fartygets drift.
- Människa saknas, har fallit över bord eller har avlidit på grund av olyckshändelse ombord.
- Lastskada med utsläpp som är skadligt för den maritima miljön.

## Förlisning
En förlisning innebär att ett skepp går förlorat till följd av sjunkning.[källa behövs]